# FK Pardubice
FK Pardubice is een Tsjechische voetbalclub uit Pardubice.

## Geschiedenis
De club is in 1910 opgericht als Studentské sportovní sdružení Pardubice. FK Pardubice speelt sinds het seizoen 2012/13 op het op een na hoogste niveau in Tsjechië, de Fotbalová národní liga. FK Pardubice moet niet verward worden met FK Pardubice 1899, een andere club uit Pardubice.
Omdat het eigen stadion Stadion Pod Vinicí van FK Pardubice niet aan de voorwaarden voldoet voor Fortuna liga-voetbal zal FK Pardubice het seizoen 2020/21 op Ďolíček in Praag afwerken. Op 31 mei 2021 maakte de club bekend dat het ook het seizoen in 2021/22 op Ďolíček zal spelen.

## Naamswijzigingen
- 1910 – Opgericht als SSS Pardubice (Studentské sportovní sdružení Pardubice)
- 1917 – Studentská IX. Pardubice
- 1921 – AFK Pardubice
- 1946 – SK Tesla Pardubice
- 1948 – SK Sparta Pardubice
- 1953 – DSO Spartak Tesla Pardubice
- 1960 – fusie met DSO Tatran Pardubice
- 1961 – TJ Tesla Pardubice
- 1994 – FC Pard Pardubice
- 1996 – FK Tesla Pardubice (Fotbalový klub Tesla Pardubice)
- 2008 – fusie met FK Junior en MFK Pardubice → FK Pardubice (Fotbalový klub Pardubice, a.s.)

## Eindklasseringen vanaf 2011 (grafiek)
| 3 |

| 2 |

| 7 |

| 11 |

| 8 |

| 6 |

| 7 |

| 3 |

| 7 |

| 1 |

| 7 |

| 11 |

| 14 |

| 12 |

| 15 |

| Fortuna liga | Fotbalová národní liga | ČFL / MSFL |